# Artem Kravec
Artem Anatolijovyč Kravec (ukrajinsky Артем Анатолійович Кравець, * 3. června 1989, Dniprodzeržynsk, Ukrajinská SSR, SSSR) je ukrajinský fotbalový útočník a reprezentant, v současné době hráč ukrajinského klubu FK Dynamo Kyjev.

## Klubová kariéra
Na Ukrajině zahájil fotbalovou kariéru v klubu FK Dynamo Kyjev. V červenci 2015 odešel hostovat do ukrajinského klubu FK Arsenal Kyjev.

## Reprezentační kariéra
Nastupoval za ukrajinské mládežnické reprezentace.
V A-mužstvu Ukrajiny debutoval 8. 2. 2011 na turnaji Cyprus International Tournament proti reprezentaci Rumunska (remíza 2:2).